# Evolvulus
Evolvulus é um género botânico pertencente à família Convolvulaceae. Também conhecidas como Glória da Manhã.
O gênero Evolvulus conta com cerca de 100 espécies, sendo predominantemente americano, com apenas duas espécies distribuídas em quase todos os continentes: Evolvulus nummularius L. e Evolvulus alsinoides L. Segundo Ooststroom (1934), estas espécies foram originadas na América e, provavelmente devido ao uso como plantas medicinais, foram introduzidas no Velho Mundo.
Evolvulus é originada do latim "evolvo", significando aquele que não se enrola, por não terem sido registradas plantas volúveis no gênero. Caracteriza-se principalmente pela presença de dois estiletes livres ou unidos na base, cada qual com dois estigmas filiformes ou subclavados, os tricomas malpiguiáceos e sementes glabras também estão presentes em todos os representantes. Dentre os gêneros semelhantes a Evolvulus, destacam-se Jacquemontia Choisy e Convolvulus L. que distinguem-se por possuírem apenas um estilete com dois estigmas ovais ou elipsoidais, e Bonamia Thouars que possui estigmas globosos."¹

## Espécies
Dentre as espécies encontram-se as seguintes:
- Evolvulus alsinoides
- Evolvulus argyreus
- Evolvulus arizonicus
- Evolvulus convolvuloides
- Evolvulus echioides
- Evolvulus elegans
- Evolvulus filipes -
- Evolvulus glomeratus - espécie brasileira, chamada popularmente "Melhoral"
- Evolvulus gnaphalioides
- Evolvulus grisebachii
- Evolvulus gypsophiloides
- Evolvulus jacobinus
- Evolvulus latifolius
- Evolvulus linarioides
- Evolvulus linoides
- Evolvulus nummularius
- Evolvulus nuttallianus
- Evolvulus pilosus
- Evolvulus pohlii
- Evolvulus pterocaulon
- Evolvulus sericeus
- Evolvulus squamosus
- Evolvulus tenuis

## Bibligorafia
- JUNQUEIRA, Maria Elizangela Ramos and SIMAO-BIANCHINI, Rosangela. O gênero Evolvulus L. (Convolvulaceae) no município de Morro do Chapéu, BA, Brasil. Acta Bot. Bras. [online]. 2006, vol.20, n.1, pp. 157–172. ISSN 0102-3306.

Referências: